# D. I. Suchianu

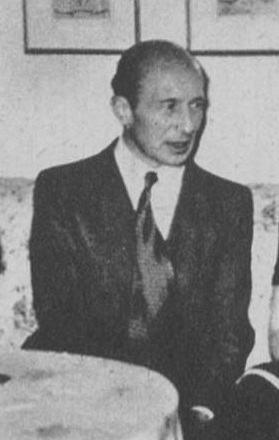
Suchianu, în calitate de director general al cinematografiei naționale, în vizită la studiourile UFA din Berlin în aprilie 1939.

Dumitru Ion Suchianu, mult mai cunoscut ca D.I. Suchianu, (n. 2 septembrie 1895, Iași, România – d. 17 aprilie 1985) a fost un sociolog, eseist, jurist, istoric, critic literar și critic de film român.

## Biografie
Dumitru Ion Suchianu a fost fiul profesorului Hanes-Ogias Suchianu, de origine armeană, si al Leliei (n. Nanu-Muscel). A fost cumnat cu Mihail Ralea, cu care a fost și coleg de liceu si facultate. Dumitru Ion Suchianu își definitiveaza studiile secundare la București și la „Liceul Internat" din Iași, secția modernă.
Ulterior, studiind la Paris, își va lua licența în drept, litere și filosofie, respectiv cea de doctor în științe politice și economice. Revenit în țară, devine conferențiar la Facultatea de Drept a Universității din Bucuresti, la Catedra de istoria doctrinelor sociale. Ulterior este, rând pe rând, profesor titular la Școala Superioară de Război, apoi profesor titular la Academia de Arte Frumoase și profesor de economie politică și finanțe la Școala de Științe de Stat. Practică, de asemene ca magistrat între 1926 și 1948 și este membru în comisia de cenzură a filmelor (1929 - 1941).
În 1924 scrie pentru prima oară în publicațiile vremii despre film și cinematografie. În 1929, este remarcat ca primul teoretician român al filmului. In perioada 1926-1948, este magistrat și membru în comisia de cenzură a filmelor. In 1940, este numit Director general al Cinematografiei și contribuie  la organizarea studioului Oficiului Național Cinematografic
A tradus în franceză Miorița și din poezia lui Arghezi, iar în română din Georges Michel, Silvio Micheli, Alberto Moravia, Georges Sadoul etc. În 1966 are o scurtă apariție ca actor, interpretând, alături de Margareta Pâslaru, Cornel Coman și Ștefan Iordache, un rol în comedia "Un film cu o fată fermecătoare", regizată de Lucian Bratu.

## Distincții
- Ordinul Meritul Cultural clasa a II-a (1971) „pentru merite deosebite în opera de construire a socialismului, cu prilejul aniversării a 50 de ani de la constituirea Partidului Comunist Român”.[3]
- Premiul pentru critică cinematografică al Asociației Cineaștilor din România (ACIN) pe anul 1973 „pentru promovarea artei cinematografice românești”.[4]

## Operă
- Manual de sociologie: sociologie generală, sociologie religioasă, politică, morală, economică, penală, sociologia familiei, contractului, artei, limbei, științei, educației. [S. l.] ; [s. n.], [19--];
- Despre avuție. București, Editura Literară a Casei Școalelor, [19--?];
- Introducere în economia politică. Craiova, Scrisul Românesc, [19--];
- Posibilități de capitalism în Grecia veche. București ; Tipografia "Reforma socială", 1926
- Capitalismul în lumea română. București, Socec, 1926;
- Aspecte literare. București, Editura Literară a Casei Școalelor, 1928;
- Puncte de vedere; cu un portr. inedit de Lucia Demetriade-Bălăcescu. București, Editura "Cultura Națională", 1930;
- Introducere în economia politică. Craiova, Scrisul românesc, 1930;
- Curs de cinematograf. București, Cartea Românească, 1931;
- Muncă și voie bună: folosirea timpului liber al muncitorilor / Stavri C. Cunescu, D. I. Suchianu, Victor Ion Popa, Tudor Vianu, Octav Livezeanu, l.-t. col. Alex. Savulescu și L. Ghiga ; pref. de Mihai D. Râlea. București, Monitorul Oficial și Imprimeriile Statului, Imprimeria Națională, 1938;
- Amica mea Europa. București, Casa Școalelor, 1939;
- Marlene Dietrich. București, Meridiane, 1966;
- Vedetele filmului de odinioară. București. Meridiane, 1968;
- Erich von Stroheim. București, Meridiane, 1970;
- Filme de neuitat (în colaborare cu C. Popescu). București, Meridiane, 1972;
- Cinematograful, acest necunoscut: funcțiile cuvântului în film - vol. I. Cluj, Dacia, 1973;
- Metamorfoze cinematografice sau Arta ecranizării (în colaborare cu C. Popescu); volumul II din ciclul "Filme de neuitat". București, Meridiane, 1975;
- Shakespeare pe ecran (în colaborare cu C. Popescu); volumul III din ciclul "Filme de neuitat". București, Meridiane, 1976;
- Drumuri, destine, climate (în colaborare cu C. Popescu); volumul IV din ciclu "Filme de neuitat". București, Meridiane, 1977
- Foste adevăruri viitoare: studii literare. București, Minerva, 1978;
- Nestemate cinematografice: filme, idei, subiecte, personaje, momente-cheie. București, Meridiane, 1980;
- Alte foste adevăruri viitoare. București, Minerva, 1983.

## Inedit
- Literatură și cinematograf. Convorbiri cu D. I. Suchianu (cu Grid Modorcea). București, Ed. Minerva, 1986;
- Tinerete, amor, prostie: convorbiri necenzurate cu D. I. Suchianu (cu Grid Modorcea). București, Editura Alcris, 1997.
- Magistrul. Povestea bis a maestrului D.I.Suchianu”, de Irina Margareta Nistor (Editura Kullusys, București).

## Traduceri
- Voltaire, Plăpumarul chior. Taurul alb. București, Editura "Adeverul", [19--?];
- Jean Jaurès - Patru cuvântări. București, Editura "Adeverul", [192-?];
- Evghenij Vorob'ev - Înălțimi: [roman]; trad. din lb. rusă de D. I. Suchianu și N. Cerbacev. București, Editura A.R.L.U.S. - Cartea Rusă, 1953;
- V. I. Pudovkin  - Despre arta filmului; trad. de D. I. Suchianu si Gh. Ciocler. București, Editura de Stat pentru Literatura și Arta Cartea Rusă, 1960;
- Georges Sadoul - Istoria cinematografului mondial: de la origini până în zilele noastre. București, Editura Științifică, 1961;
- Slivio Micheli - "Artiglio" a mărturisit"; revizie st. și note de specialitate de Ion Ștefan ; pref. de Al. Oprea. București; Editura pentru Literatura Universală, 1963
- Alberto Moravia - Automatul. București; Editura pentru Literatura Universală, 1965;
- Agatha Christie - Cinci purceluși: triumful deducției lui Poirot. București, Editura Tineretului, col. Aventura, 1968;
- Natalia Ginzburg - Săgetătorul; [trad. din lb. italiană de Idea Andresoiu-Camozzi, D.I. Suchianu]. București, Editura pentru Literatura Universală, 1968;
- George Michel - Timidele aventuri ale unui spălător de geamuri. București, Univers, 1970.